# مارسيلو كوستا
مارسيلو كوستا (بالبرتغالية: Marcelo Costa‏) (24 يوليو 1980 بكامبيناس في البرازيل - ) هو لاعب كرة قدم برازيلي في مركز الوسط. لعب مع غريميو بورتو أليغرينزي ونادي بالميراس ونادي جوفنتودي ونادي جوينفيل ونادي ساو كايتانو ونادي غوياس وناسيونال ماديرا ونادي كاشياس دو سول وIpatinga Futebol Clube ‏.

## وصلات خارجية
- مارسيلو كوستا على موقع قاعدة بيانات كرة القدم.إي يو (الإنجليزية)
- مارسيلو كوستا على موقع Soccerway.com (الإنجليزية)